# Сотый
Сотый — поселок в Мамадышском районе Татарстана. Входит в состав Куюк-Ерыксинского сельского поселения.

## География
Находится в центральной части Татарстана на расстоянии приблизительно 10 км на северо-запад по прямой от районного центра города Мамадыш.

## История
Официально зарегистрирован в 1959 году. Относится к числу населенных пунктов, где проживали кряшены. Ныне имеет дачный характер.

## Население
Постоянных жителей было: в 1958—127, в 1970—109, в 1979 — 46, в 1989 — 27, в 2002 году 16 (татары 87 %), в 2010 году 0.